# Meslay-du-Maine
Meslay-du-Maine település Franciaországban, Mayenne megyében. Lakosainak száma 2784 fő (2022. január 1.). Meslay-du-Maine Arquenay, Le Bignon-du-Maine, Le Buret, La Cropte, Saint-Charles-la-Forêt és Saint-Denis-du-Maine községekkel határos.

## Népesség
A település népességének változása:
| Lakosok száma | 1676 | 2201 | 2418 | 2645 | 2797 | 2882 | 2875 | 2808 | 2788 | 2784 |
|               | 1968 | 1982 | 1990 | 2006 | 2013 | 2015 | 2017 | 2019 | 2020 | 2022 |